# Thermische depressie

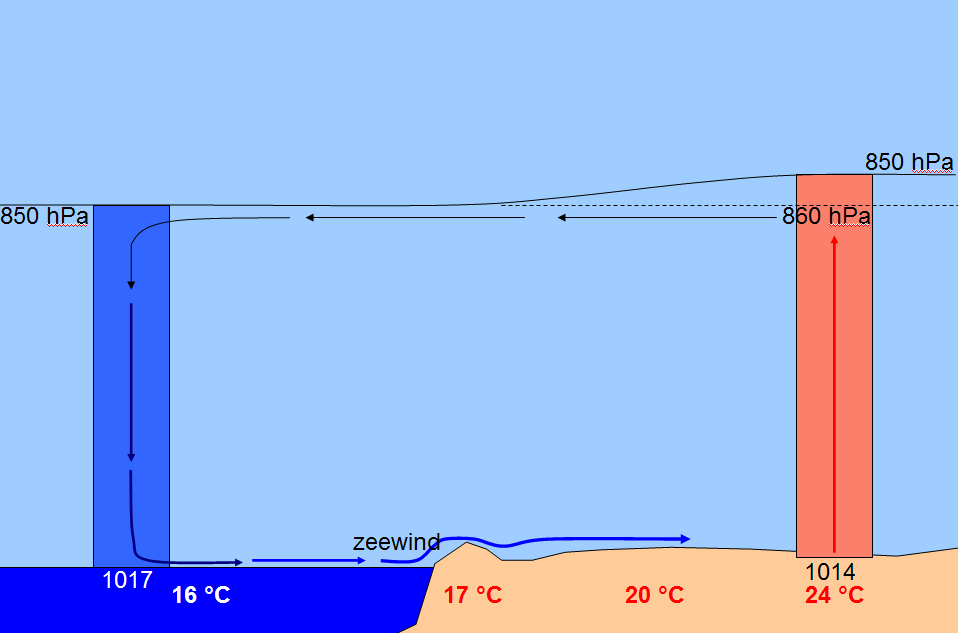
Schematisch zijaanzicht zeewindcirculatie.

Een thermische depressie is een lagedrukgebied dat ontstaat door grote verschillen in verwarming van lucht door verschillen van het onderliggende oppervlak. Zo warmt de lucht boven land in de zomer veel sneller op dan boven zee, terwijl dit in de winter omgekeerd is. Door de opwarming zet de lucht uit, waardoor bijvoorbeeld het 850 hPa-vlak ter plaatse hoger komt te liggen. Op deze hoogte van zo'n 1500 meter zal de lucht zijdelings wegstromen, waardoor boven het warmere oppervlak een lagere druk ontstaat, de thermische depressie. Boven het koudere oppervlak vindt het tegenovergestelde plaats, waardoor hier een thermisch hogedrukgebied ontstaat. Dit verschijnsel is de oorzaak van land- en zeewind.
In de stijgende lucht ontstaan door afkoeling stapelwolken, die cumulonimbus met buien kunnen vormen in onstabiele lucht. Dit komt in de zomer vaak voor boven de Sahara, het Iberisch Schiereiland en Zuidwest-Frankrijk. Deze buien gaan vaak gepaard met onweer en afkoeling. Boven India en Australië vormen zich grotere thermische depressies die het begin vormen van de moesson. Het Genualaag is een voorbeeld van een winterse thermische depressie, waarbij ook de orografische effecten van de Alpen een belangrijke rol spelen. Ook bij polar lows zijn thermische effecten van belang.